# غويجة علي أصلان
غويجة علي أصلان هي قرية في مقاطعة أرومية، إيران. يقدر عدد سكانها بـ 95 نسمة بحسب إحصاء 2016.